# Anna Thomas
Anna Thomas (ur. 12 czerwca 1948 w Stuttgarcie) – amerykańska scenarzystka, reżyser, producent, w 1985 roku nominowana (wspólnie z mężem, Gregorym Nava do Oscara za scenariusz do filmu El Norte.
Propagatorka wegetarianizmu. Autorka The Vegetarian Epicure (1972) – książki kucharskiej, która przyczyniła się popularności kuchni wegetariańskiej w latach 70. XX wieku.